# Grassermühle

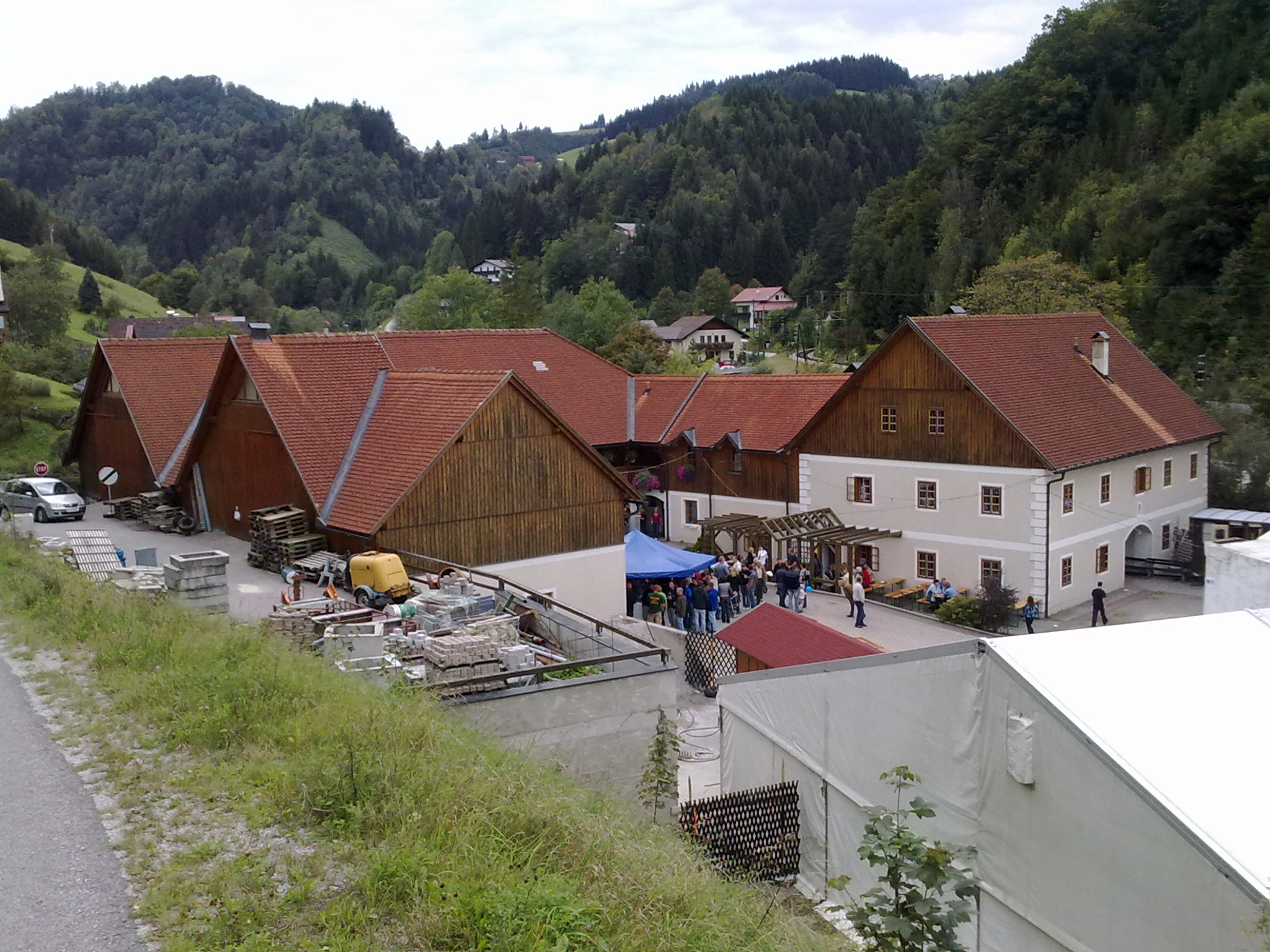
Die Grassermühle in Frankenfels beim Frankenfelser Feuerwehrfest am 6. September 2009

Die Grassermühle ist ein etwa 600 Jahre altes historisches und kulturell bedeutendes Gebäude in Frankenfels-Grasserrotte. Sie ist im Besitz der Marktgemeinde Frankenfels und wird heute vielseitig verwendet.

## Lage
Die Grassermühle befindet sich in der Rosenbühelgegend, etwas südlich vom Ortszentrum von Frankenfels bei der Abzweigung der Pielachtal Straße B 39 zum Fischbachgraben.

## Geschichte
Die Ursprünge des Anwesens dürften in das 14. oder 15. Jahrhundert zurückgehen.
Die Grassermühle war einst Sägemühle sowie Rotthaus und wurde – wie die Grasserrotte – nach dem Grass benannt, so wird in der Umgebung das Nadelholz bezeichnet.
1837 schreibt Franz Xaver Schweickhardt in seinen historisch-topographischen Beschreibungen, dass sich eine Mahlmühle in der Grassa-Rotte befindet, welche vom Nattersbach getrieben wird.
Bis 1964 war der Besitz in privater Hand, dann kam das Ensemble in Besitz der Gemeinde.
Ende der 1980er Jahre bis 1997 wurde das Objekt, unter besonderer Berücksichtigung der jahrhundertealten Bausubstanz, zu einem Veranstaltungszentrum umgebaut und am 21. September 1997 feierlich unter der Leitung von Bürgermeister Friedrich Griesauer und Landeshauptmann Erwin Pröll eröffnet. Die Kosten betrugen 20 Millionen Schilling und wurden von der Gemeinde und aus Mitteln der Aktion NÖ schön erhalten – schöner gestalten und der Niederösterreichischen Wohnbauförderung finanziell unterstützt. Anwesend waren bei der Feierlichkeit auch die Nationalräte Johann Kurzbauer, Hermann Mentil, die Landtagsabgeordneten Martin Michalitsch und Marie-Luise Eggerer, sowie der Bezirkshauptmann Josef Sodar und die Bürgermeister der Nachbargemeinden.
Heute dient das Objekt der Gemeinde als Wohnung, Veranstaltungszentrum, sowie als Lagerplatz, Garage und als Gemeindebauhof. Unter anderem werden dort Feuerwehrfeste, Oktoberfeste und sonstige Events abgehalten.

## Sonstiges
Ein mit dem Jahre 1651 datierter Durchzugsbaum ist noch heute erhalten.
Gemeinsam mit der Eröffnung der neuen Grassermühle wurde auch das 659 Seiten starke Frankenfelser Buch, vorgestellt. Die beiden Herausgeber, Bernhard Gamsjäger und Ernst Langthaler (jun.), erhielten als Anerkennung für ihre Pionierarbeit das Goldene Ehrenzeichen der Marktgemeinde Frankenfels. Dem für den Umbau verantwortliche Baumeister Franz Sauprügl (heutiger Name: Franz Strasser) wurde das Silberne Ehrenzeichen überreicht. Der ausführende Gemeindepolier Josef Niederer erhielt das Goldene Verdienstzeichen. Die Fotografen Gerhard Groiss und Johann Marsam wurden mit dem Silbernen Verdienstzeichen ausgezeichnet.

## Nachweise
- Bernhard Gamsjäger: Frankenfelser Häuserbuch, Frankenfels 1987.
- Bernhard Gamsjäger und Ernst Langthaler (Hrsg.): Das Frankenfelser Buch. Frankenfels 1997.
- Geschichte – Der Werdegang der Marktgemeinde im Zeitraffer… Informationen der Marktgemeinde Frankenfels

1. ↑  ÖVP Frankenfels: Frankenfels Aktuell. Ausgabe Nr. 79 vom März 1997, Seite 3
2. ↑  Bernhard Gamsjäger und Ernst Langthaler (Hrsg.): Das Frankenfelser Buch. Frankenfels 1997, Seite 159
3. ↑  Franz Xaver Schweickhardt: Darstellung des Erzherzogthums Österreich unter der Ens, Viertel Ober-Wienerwald. 6. Band: Haimfeld bis Schwerbach-Gegend (Herrschaft Kirchberg). Wien 1837, S. 276 (online, archive.org).
4. ↑  Bernhard Gamsjäger: Das Frankenfelser Häuserbuch. Frankenfels 1987, Seite 337
5. 1 2  Kulturdenkmal in Frankenfels wurde adaptiert – Grassermühle zu einem Veranstaltungszentrum ausgebaut. Presseaussendung, APA OTS0105 vom 19. September 1997.
6. ↑  ÖVP Frankenfels: Frankenfels Aktuell. Ausgabe Nr. 79 vom März 1997, Seite 3
7. ↑  Bernhard Gamsjäger: Das Frankenfelser Häuserbuch. Frankenfels 1987, Seite 109
8. ↑  ÖVP Frankenfels: Frankenfels Aktuell. Ausgabe Nr. 79 vom März 1997, Seite 4

Koordinaten: 47° 58′ 42,1″ N, 15° 19′ 1,3″ O